# 직류 회로
직류 회로는 직류 전원이 연결된 전기 회로를 말한다. 직류 전원은 건전지나 직류전원장치 등에 의해 공급되며 전원이 공급될 때 전류의 방향이 바뀌지 않는다.

## 저항만 연결된 경우

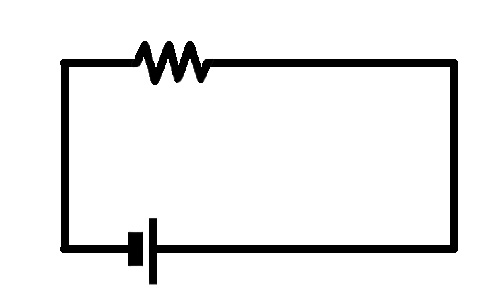
저항 회로

전원장치와 저항만이 연결된 직류회로는 전기회로 중 가장 간단한 전기회로들 중의 하나이다. 이때 전원장치의 기전력을 V, 저항의 저항값을 R이라 하면 회로에 흐르는 전류는 다음과 같이 표현가능하다.
{\displaystyle I={\frac {V}{R}}}

## 축전기(콘덴서)만 연결된 경우

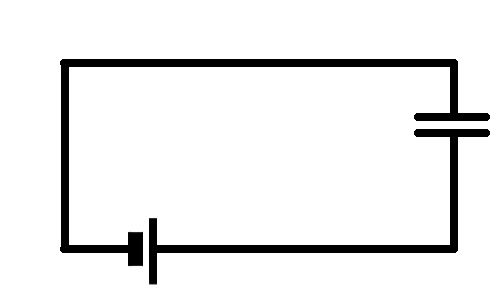
축전지 회로

축전기(콘덴서) 양단에 걸린 전압을 V, 축전기의 전기용량을 C라고 하면 축전기에 저장되는 전하량 Q는 다음과 같이 표현가능하다.
{\displaystyle Q=CV}

## 저항과 축전기가 연결된 경우 (RC 회로)

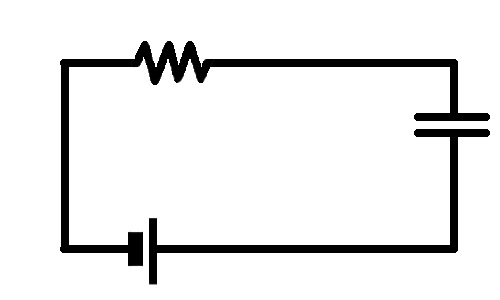
RC 회로

키르히호프의 정리에 의해 전원장치의 기전력 {\displaystyle V}, 저항에서의 전압강하 {\displaystyle V_{R}}, 축전기에서의 전압강하 {\displaystyle V_{C}} 사이에는 다음과 같은 관계가 성립한다.
{\displaystyle V=V_{R}+V_{C}}
위 식에서
{\displaystyle V=IR+{\frac {Q}{C}}}
임을 알 수 있으며
{\displaystyle I={\frac {dQ}{dt}}}
이므로 아래와 같은 미분방정식을 얻을 수 있다.
{\displaystyle V=R{\frac {dQ}{dt}}+{\frac {Q}{C}}}
위 미분방정식의 해를 구하면
{\displaystyle Q=CV(1-e^{-{\frac {1}{RC}}(t-t_{i})})+Q_{i}e^{-{\frac {1}{RC}}(t-t_{i})}}
이 때, {\displaystyle t_{i}}, {\displaystyle Q_{i}}는 각각 처음 시각과 그때에 축전기에 들어있던 전하량이다.
처음 시각을 {\displaystyle t_{i}=0}, 그때 축전기에 들어있던 전하량을 {\displaystyle Q_{i}}, 축전기가 가득 충전되었을 때 축전기의 전하량을 {\displaystyle Q_{0}}라 하면 위 식은 아래와 같이 바꿔쓸 수 있다.
{\displaystyle Q=Q_{0}(1-e^{-{\frac {1}{RC}}t})+Q_{i}e^{-{\frac {1}{RC}}t}} ----------  (4)
따라서 시간 t일 때 회로에 흐르는 전류의 량은
{\displaystyle I={\frac {dQ}{dt}}={\frac {Q_{0}-Q_{i}}{RC}}e^{-{\frac {1}{RC}}t}=({\frac {V}{R}}-{\frac {Q_{i}}{RC}})e^{-{\frac {1}{RC}}t}}
임을 알 수 있다. 따라서, 저항, 축전기에 걸리는 전압은 각각 다음과 같다.
{\displaystyle V_{R}=(V-{\frac {Q_{i}}{C}})e^{-{\frac {1}{RC}}t}}
{\displaystyle V_{C}=V-(V-{\frac {Q_{i}}{C}})e^{-{\frac {1}{RC}}t}}
아무리 저항이 작은 물질을 도선으로 사용한다고 하더라도 전원장치에 축전기를 연결한 회로에는 미량의 저항이 존재한다. 따라서 이 회로는 저항과 축전기가 직렬로 연결된 회로라고 생각할 수 있다. 한편 식 (4)는 축전기에 저장되는 전하량을 표현하고 있는데, 이 때, {\displaystyle Q_{0}>Q_{i}}이므로 Q는 언제나 {\displaystyle Q_{0}}보다 작다. 즉, 실제 축전기는 이론상으로 축전기에 저장될 수 있는 전하량만큼의 전하를 저장할 수는 없다.

## 저항과 코일이 연결된 경우(RL 회로)

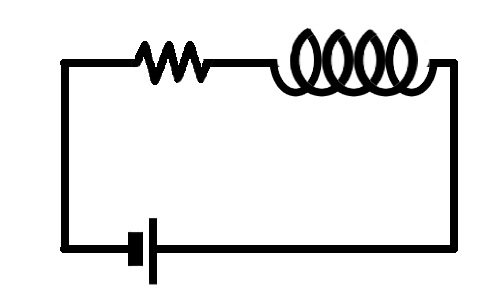
RL 회로

코일의 유도용량이 L이고, 코일에 흐르는 전류가 I일 때, 코일에는 전류가 흐르는 방향으로
{\displaystyle V_{L}=L{\frac {dI}{dt}}}
의 유도기전력이 발생하여 전압강하를 일으킨다. 따라서 키르히호프의 정리에 의해 아래와 같은 미분방정식을 얻을 수 있다.
{\displaystyle V=V_{R}+V_{L}=IR+L{\frac {dI}{dt}}}
위 미분방정식의 해를 구하면
{\displaystyle I={\frac {V}{R}}(1-e^{-{\frac {R}{L}}(t-t_{i})})+I_{i}e^{-{\frac {R}{L}}(t-t_{i})}}
이고 처음 시간을 0, 이 순간의 전류가 0이었다면
{\displaystyle I={\frac {V}{R}}(1-e^{-{\frac {R}{L}}t})}
로 식을 정리할 수 있다.
따라서 저항체 양단에 걸리는 전압과 코일에 걸리는 유도기전력은 다음과 같다.
{\displaystyle V_{R}=V(1-e^{-{\frac {R}{L}}t})}
{\displaystyle V_{L}=Ve^{-{\frac {R}{L}}t}}